# Phalaenopsis lueddemanniana
Phalaenopsis lueddemanniana ist eine Art aus der Familie der Orchideen (Orchidaceae). Ihr Name ist dem Orchideenliebhaber Lüddemann, einem Freund von Reichenbach, gewidmet. 1865 brachte Lueddemann als erster Europäer eine Phalaenopsis lueddemanniana  in Kultur zur Blüte.

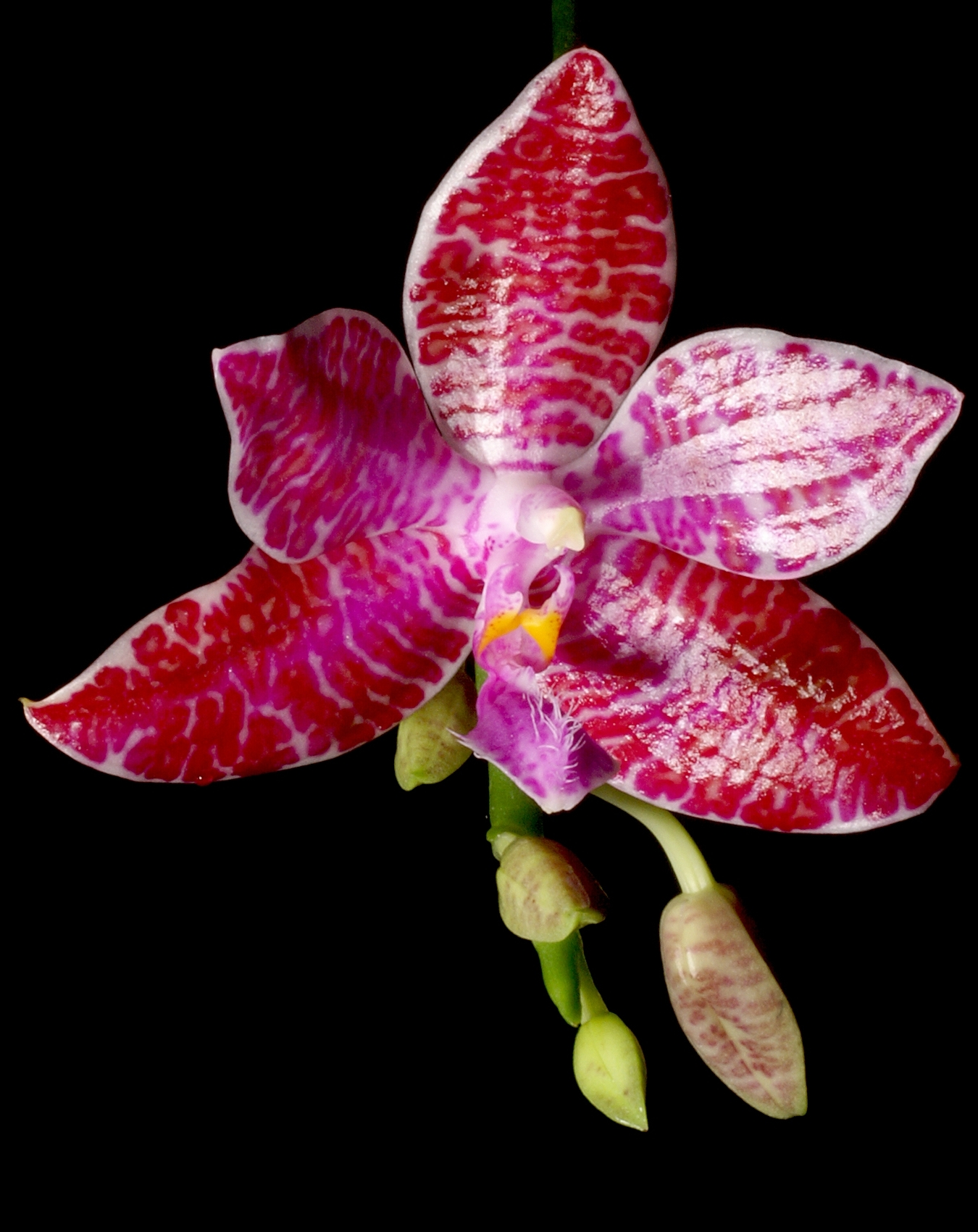
Blüte

## Beschreibung

### Vegetative Merkmale
Phalaenopsis lueddemanniana wächst monopodial, überwiegend als Epiphyt. Oft bilden sich Kindel an der Mutterpflanze. Die ledrigen Laubblätter sind etwa 30 cm lang sowie 9 cm breit und elliptisch.

### Generative Merkmale
Die Blütenstände werden etwa 40 cm lang und verzweigen sich recht häufig. Die wächsernen Blüten weisen weiß bis ockerfarbene Blütenhüllblätter auf, die mit violetten bis magentaroten Flecken überzogen sind.
Nach der Bestäubung bilden sich die Blütenblätter zurück und werden grün (Blütenmetamorphose).

## Verbreitung
Phalaenopsis lueddemanniana ist auf den Philippinen (Luzon, Samar, Leyte) verbreitet.

## Systematik und Botanische Geschichte
Das erste Exemplar dieser Art wurde von Low nach Europa gebracht. Bei den ersten Exemplaren dachte man, dass es sich um Phalaenopsis equestris handele und warf sie einfach weg. Als man den Irrtum bemerkte, beschrieb Heinrich Gustav Reichenbach 1865 in Botanische Zeitung (Berlin) Band 23, Seite 146 diese neue Art.
Beschrieben worden sind als Formen Phalaenopsis lueddemanniana f. ochracea und Phalaenopsis lueddemanniana f. delicata im Orchideenatlas von Manfred Wolff und Olaf Gruss 2001. Dieselben Formen sind 1865 im Gardener's Chronicle von Heinrich Gustav Reichenbach als Varietäten beschrieben worden. Von den Botanikern des Royal Botanic Gardens (Kew), London, werden sie als Synonyme von Phalaenopsis lueddemanniana betrachtet.
Weiterhin wurden Phalaenopsis lueddemanniana var. hieroglyphica bis 1969, Phalaenopsis lueddemanniana var. pulchra bzw. Phalaenopsis lueddemanniana var. purpurea bis 1968 und zwischenzeitlich Phalaenopsis lueddemanniana var. pallens als Varietäten von lueddemanniana beschrieben, heute bilden die ehemaligen Varietäten die Arten Phalaenopsis hieroglyphica, Phalaenopsis pulchra und Phalaenopsis pallens.